# Fenilalanina hidroxilase
A enzima fenilalanina hidroxilase é responsável pela transformação da fenilalanina (aminoácido essencial) do plasma sanguíneo. Catalisa a hidroxilação da fenilalanina a tirosina, adicionando o radical -OH no anel aromático. A deficiência de fenilalanina hidroxilase (fenilcetonúria) obriga a modificações na dieta, evitando-se a ingestão de água contendo substâncias ricas em fenilalanina (por exemplo o aspartame).

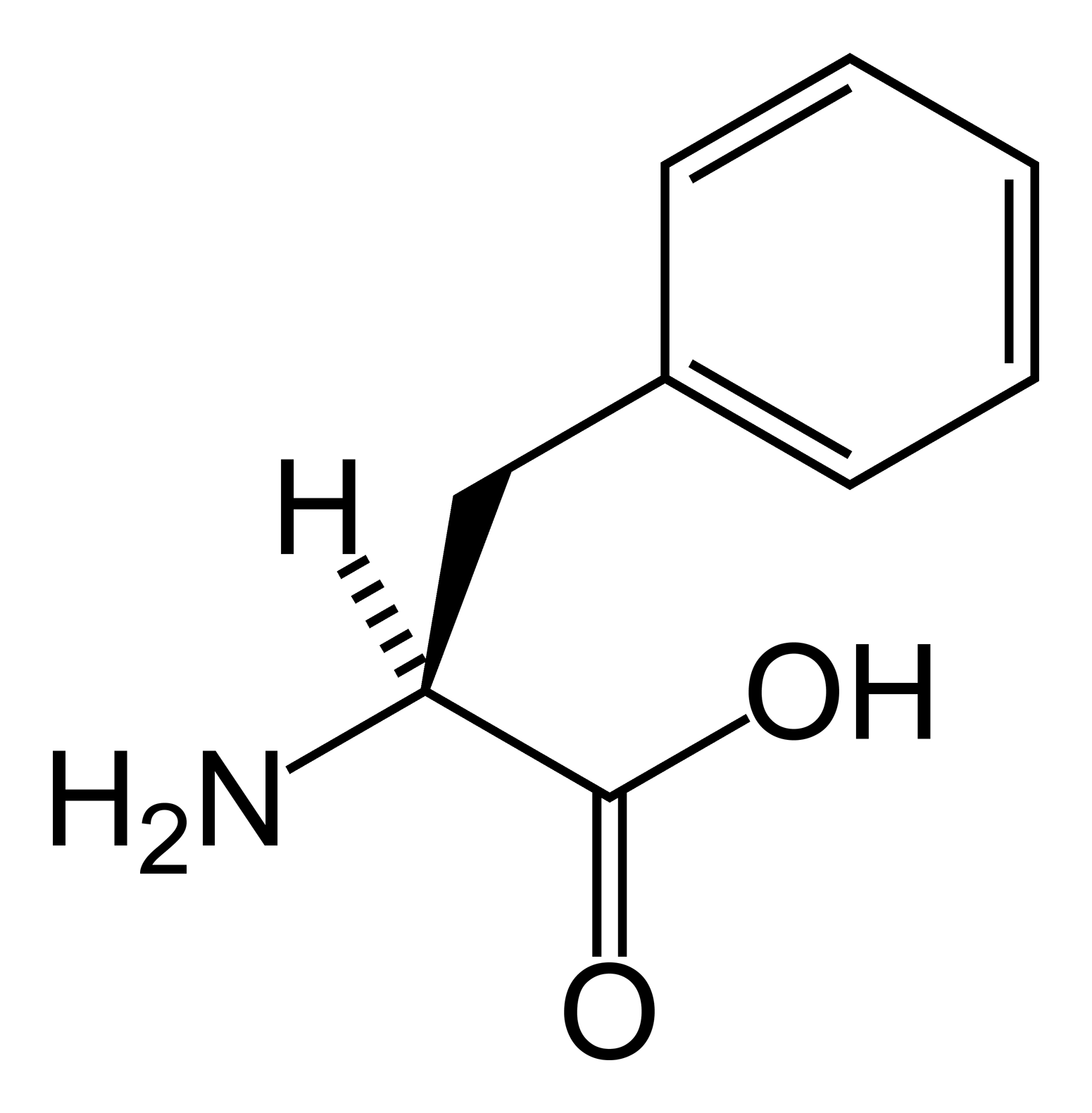
Fenilalanina
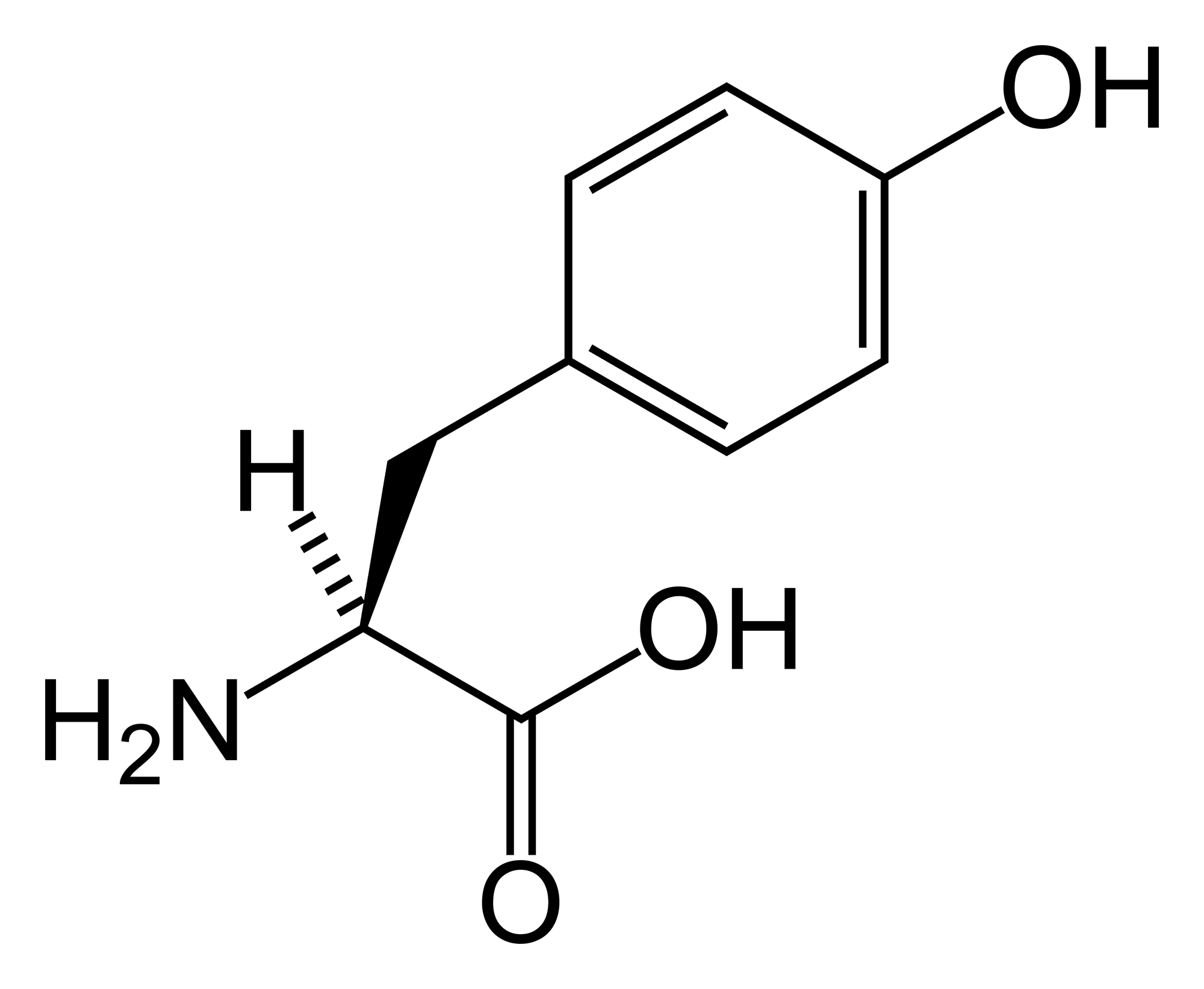
Tirosina